# Alrik Larsson
John Alrik Larsson, född 8 juni 1924 i Alfshögs församling, Hallands län, död 11 juni 1996 i Falkenbergs församling, Hallands län, var en svensk journalist och författare.

## Biografi
Alrik Larsson arbetade som journalist på centerpartistiska Hallands Nyheter. Han var även författare, ornitolog och engagerad i Föreningen Norden. Han var gift med Valborg Larsson (född Sandberg) och de bodde i Falkenberg tillsammans med sina två barn. Larsson tilldelades Bramstorpsplaketten år 1993, då Centerpartiets riksstämma hölls i Falkenberg.
Som ung gjorde han sin militärtjänstgöring på Karlsborgs garnison, i dess pansarpluton.
Under sin tid på Hallands Nyheter skrev Larsson under flera år kåserier i Innerspalten under signaturen Rikello. I den kulturhistoriska årsskriften Hallandsbygd var han också en flitigt förekommande skribent. Larsson hade ett stort intresse för bygden han växte upp i och var engagerad i Vinberg-Ljungby hembygdsförening.